# Ели Модиано
Ели Модиано (на гръцки: Ελί Μοδιάνο) е виден солунски архитект.

## Биография
Роден е в 1881 година в богатото солунско сефарадско семейство Модиано. Син е на банкера Яков Модиано и внук на Саул Модиано. Учи архитектура в Екол Сентрал в Париж. Връща се в Солун и развива широка дейност като архитект. Привърженик е на системата на Франсоа Енебик.
Умира в 1968 година на 87-годишна възраст.

## Творби
- Училище „Алесандро Манцони“ (1933), днес собственост на Националната банка на Гърция, частично разрушено в 2009 г. Площад „Димократия“;
- Гимназия на Еврейския алианс (1909), на площад „Аристотел“, разрушена през 50-те години на XX век.
- Стоа „Саул“, построена оригинално от Виталиано Позели в 1881 година, разрушена частично от Големия пожар в 1917 година и възстановена от Модиано в 1929 г.;
- Митницата (1910), днес Пътническия терминал на пристанището, улици „Кундуриотис“ и „Саламин“
- E6 (1925), улица „Ермис“ 6;
- Пристанищните складове (1910), днес в тях се помещават Фотографският музей и Киномузеят
- Хотел „Луксемвурго“ (1924), улици „Калапотакис“ и „Комнин“;
- Йонийска и популярна банка (1925), улици „Йон Драгумис“ и „Агиос Минас“;
- K30 (1925), улица „Катунис“ 30;
- Къща „Атлас“ (1923-1924), улици „Венизелос“ 26 и „Василиос Ираклиос“;
- Сграда „Мандалидис“ (1931), днес собственост на Солунския университет, булевард „Ники“;
- Вила „Яков Модиано“ (1906), днес Фолклорен и етноложки музей на Македония-Тракия, улица „Василиси Олга“ 68;
- Пазар „Модиано“ (1922, в сътдурничество с Олифент), улици „Ермис“ и „Василиос Ираклиос“
- Сгради „Модиано“ (1923), улица „Ермис“ 22 – 24.[2]